# Eoban
Eoban († 5. Juni 754 oder 755 bei Dokkum) war Gefährte des Bistumsgründers Bonifatius. Er wird als Bischof und Märtyrer verehrt.

## Leben
Eoban war ein englischer Priester, der mit Bonifatius nach Deutschland kam. In der Friesenmission wirkte er als Chorbischof, bevor er wahrscheinlich 754 Bischof von Utrecht wurde.
Am 5. Juni 754 oder 755 wurde er zusammen mit seinen Begleitern (nach Willibald mehr als 50 Personen) morgens am Ufer des Flusses Boorne bei Dokkum (Niederlande) von heidnischen Friesen erschlagen, an dem Tag, an dem er die Firmung von bereits zuvor getauften Friesen aus der Umgebung vornehmen wollte.
Ob sein Tod im engeren Sinne ein Martyrium war oder ob es auch Raubmord gewesen sein könnte, ist eher eine theologische Frage. Neueste Untersuchungen kommen zu der Schlussfolgerung, dass die Täter heidnische Friesen waren, die sich sehr wohl bewusst waren, mit wem sie es zu tun hatten, die aber auch die Gelegenheit nutzten, Beute zu machen.

## Verehrung in Erfurt
Nach 756 wurden die Gebeine des Bischofs Adalar und Eobans von Utrecht nach Fulda überführt und neben Bonifatius bestattet. Vor 1100 sollen sie dann nach Erfurt überführt worden sein. Jedenfalls beginnt in dieser Zeit die Verehrung der Weggefährten des Bonifatius in Erfurt.
Der Reliquien-Sarkophag der Heiligen Adolar und Eoban im Erfurter Dom wird um 1350 datiert.
Seine Verehrung als Heiliger wird am 7. Juni begangen.